# Сдержикова, Валентина Владимировна
Валентина  Сдержикова (родилась 30 января 2001 года в Алма-Ате, Казахстан) — казахстанская прыгунья с трамплина. Мастер спорта Республики Казахстан международного класса

## Биография
Валентина в 14 – летнем возрасте начала выступать на международных соревнованиях для юниоров. Первая в истории Казахстана прыгунья с трамплина, принявшая старт в Кубке мира: 10 декабря 2016 года на этапе в российском Нижнем Тагиле Валентина заняла  44-е место в квалификации на трамплине HS100.
За свою карьеру участвовала в двух  чемпионате мира, на чемпионате мира 2017 стала 37-й в команде и 11-й на нормальном трамплине.
В августе 2018 года Молодая казахстанка Валентина Сдержикова заняла 22-е место на этапе летнего Гран-При по прыжкам с трамплина в Куршевеле.